# Musée de Shenzhen
Le musée de Shenzhen (chinois : 深圳博物馆 ; pinyin : shēnzhèn bówùguǎn) est un musée généraliste situé dans le district de Futian, à Shenzhen, dans la province du Guangdong, République populaire de Chine.